# Nas de barraca
Nas de barraca, Sant Boi és una tonada, variant catalana d'un antic riff conegut com a «Shave and a haircut…two bits» (Afaitat i tallada…quart de dólar). La lletra popular amb la qual és coneguda és molt posterior al ritme.
El riff és molt probablement originari de la regió costenca d'Àfrica central. Arribat amb esclaus a Cuba, s'hi ha popularitzat com a variant de la clave tres dos cap al mig del segle xix abans conquerir el món en passar pels Estats Units al pas del segle. Va ser utilitzat en nombroses composicions serioses i menys serioses i esdevenir un riff popular per trucar a la porta o amb clàxons.
Una aparició primerenca documentada del riff és a la marxa instrumental del 1899 de Charles Hale, «At a Darktown Cakewalk». A la novel·la de 1933 Hizzoner the Mayor, de Joel Sayre, ja apareix la lletra «Shave and a haircut… two bits» associada amb la tonada. El primer esment escrit de la versió catalana es troba al Diari de Guerra (1938-1939) de Pere Tarrés i Claret. Una de les escenes famoses més recents es veu a la pel·lícula Qui ha enredat en Roger Rabbit? (1988) al qual Roger Rabbit desvela el seu amagatall al jutge Doom en no poder resistir a respondre «…two bits».
A molts països té la seva variació local, sempre amb el mateix ritme amb lletra més o menys barroera. A Catalunya, el 1966 el compositor Manuel Valls va compondre l'obra instrumental Les Veus del Carrer amb comentaris de Salvador Espriu. Són quatre peces curtes inspirades en sons del carrer molt comuns com ara el nunci o l'ambulança, el darrere de les quatre sent una variació inspirada en «Nas de barraca, Sant Boi». A la seva introducció Salvador Espriu explica: «L'obra que sentirem proposa donar una significació musical a unes brevíssimes expressions sonores que subratllen o subratllaven la vida de pobles i ciutats». Espriu comenta la variació sobre «Nas de Barraca» així: «Perdó per a la barroeria de la frase que tots coneixem, associada a un ritme de pics i repicons de les baldes de portes i cancells abans d'inventar-se el timbre elèctric. L'hem perpetrat a les clàxons dels nostres autos quan voliem advertir de la nostra presència algun amic. És una veu del carrer […].»
A Blanes se la deia a qui tenia el nas molt gros: «Nas de barraca, Sant Boi, cinc de carmel·los pel noi». A L'Argentera hi ha una variant «capses de mistos, tres deu», versió que també és coneguda com un clàssic a Mataró o a Botarell. A Sant Boi de Llobregat s'utilitzen les dues lletres i es va triar com a capçalera d'una revista mensual Nas de Barraca.

## Discografia
- Valls i Gorina, Manuel; Espriu, Salvador. «2B: Nas de barraca, Sant Boi!». A: Les Veus Del Carrer (disc vínil).  Concentric, 1966.
- Halpert, Herbert; Rosenthal, Rosalind. Shave and a Haircut (àudio) (en anglès).  Nova York: [American Folklife Center, Library of Congress], 1939.